# Aruchaur
Aruchaur – gaun wikas samiti w zachodniej części Nepalu w strefie Gandaki w dystrykcie Syangja. Według nepalskiego spisu powszechnego z 2001 roku liczył on 702 gospodarstw domowych i 3335 mieszkańców (1856 kobiet i 1479 mężczyzn).